# Мала Піщана пустеля
25°16′ пд. ш. 121°52′ сх. д. / 25.26° пд. ш. 121.86° сх. д.
Мала́ Піща́на пусте́ля (англ. Little Sandy Desert) — піщана пустеля на заході Австралії (штат Західна Австралія). На сході переходить у пустелю Гібсона. Пустеля названа так тому, що вона розташована поруч із Великою Піщаною пустелею, але має набагато менші розміри. За характеристиками рельєфу, фауни й флори Мала Піщана пустеля нагадує свою «старшу сестру».